# Cộng hòa Weimar
Cộng hòa Weimar (tiếng Đức: Weimarer Republik) là tên sử gia gọi chính phủ và nhà nước Đức trong khoảng thời gian từ ngày 9 tháng 11 năm 1918 trong cuộc Cách mạng tháng 11, sau khi Chiến tranh thế giới thứ nhất kết thúc, đến khi Đạo luật Ủy quyền có hiệu lực vào ngày 23 tháng 3 năm 1933. Đây là lần đầu tiên nước Đức có một thể chế dân chủ lập hiến, bắt đầu từ ngày 9 tháng 11 năm 1918 nên nó cũng có tên gọi không chính thức là Cộng hòa Đức (tiếng Đức: Deutsches Republik). Danh từ "Cộng hòa Weimar" không phải là tên gọi chính thức của chính quyền thời đó, vì lúc bấy giờ tên gọi chính thức của Đức khi đó là Đức Quốc (tiếng Đức: Deutsches Reich). Sở dĩ có tên Cộng hòa Weimar là vì quốc hội của chính phủ này hội họp và viết bản hiến chương tại thành phố Weimar và phân biệt với Đế quốc Đức thời kỳ 1871-1918 .

## Lịch sử
Vào ngày 10 tháng 11 năm 1918. Hội đồng Ủy viên Nhân dân (Rat der Volksbeauftragten) được thành lập, đóng vai trò chính phủ lâm thời. Vào ngày 11 tháng 11 chiến sự tạm ngừng do có điều đình ngưng chiến. Đại hội Xô viết (Rätekongress) được tổ chức ở Berlin vào ngày 16 tháng 12 năm 1918.
Nhiều cải cách được thực hiện, người phụ nữ có quyền bầu cử và thời gian làm việc trong một ngày được giới hạn ở 8 tiếng. Cuộc Khởi nghĩa Spartakus trong tháng 1 năm 1919 đã bị các lực lượng bán quân sự (Freikorps) dập tắt. Hai người cộng sản lãnh đạo là Rosa Luxemburg và Karl Liebknecht bị giết chết. Cho đến giữa năm 1919 tất cả các cố gắng thành lập nền Cộng hòa Xô viết (Räterepublik) Xã hội Chủ nghĩa khác đều bị lực lượng quân đội đế chế và các lực lượng bán quân sự dùng vũ lực dập tắt, cuối cùng là Cộng hòa Xô viết München vào ngày 2 tháng 5 năm 1919.
Đại hội Quốc gia (tiếng Pháp: Assemblée nationale) được tiến hành vào ngày 19 tháng 1. Đại hội không được tổ chức ở Berlin vẫn còn không yên ổn mà ở tại Weimar. Đại hội Quốc gia bầu Friedrich Ebert là Tổng thống Đế chế (Reichspräsident) và Philipp Scheidemann là Thủ tướng Đế chế (Reichskanzler). Theo Hiến pháp Weimar, Đế chế Đức là một nước dân chủ nghị viện. Tuy vậy Hiến pháp cũng đã dự kiến một tổng thống có nhiều quyền lực như là người thay thế hoàng đế và có thể được thay đổi bởi đa số.
Trong Hiệp định Versailles vào ngày 18 tháng 6 nước Đức phải chịu từ bỏ nhiều vùng đất cũng như phải trao thuộc địa lại dưới quyền của Hội Quốc Liên. Đức và Áo bị cấm không được thống nhất. Đức và các nước liên minh được cho là phe duy nhất đã có lỗi gây ra chiến tranh và phải đáp ứng các yêu cầu bồi thường chiến tranh. Saarland được đặt dưới quyền của Hội Quốc Liên và Rheinland là vùng phi quân sự. Ngoài ra còn có rất nhiều hạn chế được đặt ra cho quân đội Đức.
Không có cải tổ dân chủ trong quân đội, tư pháp và hành chánh, Hiệp định Versailles được cảm nhận như một cưỡng ép nhục nhã và Truyền thuyết đâm sau lưng (Dolchstoßlegende) là di sản nặng nề cho quốc gia Đức mà còn được gọi là nước Cộng hòa không có người Cộng hòa.
Trong năm 1920 có cuộc Đảo chính Kapp và nhiều vụ ám sát chính trị. Các đảng quá khích đã đạt được nhiều phiếu trong các cuộc bầu cử Quốc hội Đế chế. Thể theo Hiệp định Versailles, nhiều cuộc trưng cầu dân ý đã được tiến hành trong các vùng đất biên giới quyết định về tính phụ thuộc lãnh thổ trong tương lai. Schleswig được chia cắt giữa Đức và Đan Mạch sau 2 lần trưng cầu dân ý. Bắc Schleswig lại thuộc về Đan Mạch trong khi Nam Schleswig vẫn là lãnh thổ của nước Đức. Sau cuộc trưng cầu dân ý ngày 11 tháng 7, các tỉnh Allenstein và Marienwerder vẫn thuộc Phổ. Eupen và Malmedy  trở thành lãnh thổ của Bỉ sau khi đa số người dân đồng ý trong lần ký tên vào một danh sách công khai. Năm 1921 Quân đội Đế chế (Reichswehr) được thành lập. Oberschlesien được chia cắt giữa Đức và Ba Lan sau cuộc trưng cầu dân ý mang nhiều dấu ấn của bạo lực. Đức và Liên bang Xô viết thành lập quan hệ ngoại giao năm 1922 với Hiệp định Rapallo.
Tháng 1 năm 1923 quân đội Pháp chiếm đóng vùng Ruhr nhằm để đòi số tiền bồi thường chưa được trả. Chính phủ Đế chế đã ủng hộ Cuộc Đấu tranh ở Ruhr bùng nổ ra sau đó. Nạn lạm phát phi mã bắt đầu trong những tháng tiếp theo sau đó và chỉ được chấm dứt bằng một cuộc cải cách tiền tệ.
Bayern trở thành nơi tụ họp của các lực lượng bảo thủ cánh hữu. Cuộc Đảo chính Hitler-Ludendorff đã diễn ra trong bầu không khí đó. Adolf Hitler tuy bị bắt và bị tuyên xử nhưng lại được trả tự do chỉ vài tháng sau đấy.
Một thời kỳ tương đối ổn định bắt đầu vào năm 1921. Mặc dù có nhiều xung đột nhưng chế độ dân chủ dường như đã chiến thắng. Việc đổi tiền và các khoảng vay theo Kế hoạch Dawes bắt đầu cho thập niên vàng 1920.
Friedrich Ebert mất vào tháng 2 năm 1925, Paul von Hindenburg được bầu làm người kế nhiệm.
Bộ trưởng Bộ Ngoại giao Gustav Stresemann cùng với Aristide Briand đã cố gắng theo đuổi chính sách tiếp cận với nước Pháp và sửa đổi Hiệp định Versaille với kết quả là Hiệp định Locarno được ký kết trong năm 1925 và nước Đức gia nhập Hội Quốc Liên năm 1926.
Cuộc Khủng hoảng Kinh tế Thế giới năm 1929 mở đầu cho thời gian chấm dứt Cộng hòa Weimar. Trong mùa hè 1932 con số người thất nghiệp lên đến 6 triệu người. Bắt đầu từ năm 1930 nước Đức được điều hành bởi một chính phủ không có sự ủng hộ của quốc hội.
Tình hình chính trị đi đến quá khích và đã có nhiều cuộc chiến trên đường phố giữa Đảng Công nhân Đức Quốc gia Xã hội Chủ nghĩa và Đảng Cộng sản Đức. Năm 1931 các lực lượng cánh hữu liên kết với nhau trong Mặt trận Harzburg, Đảng Công nhân Đức Quốc gia Xã hội Chủ nghĩa trở thành phái mạnh nhất trong cuộc bầu cử Quốc hội Đế chế vào ngày 31 tháng 7 năm 1932. Thủ tướng Đế chế Kurt von Schleicher tuyên bố từ chức vào ngày 28 tháng 1 năm 1933.
Tổng thống Đế chế Paul von Hindenburg bổ nhiệm Adolf Hitler vào cương vị Thủ tướng Đế chế vào ngày 30 tháng 1 năm 1933, việc đánh dấu sự kết thúc của Cộng hòa Weimar và bắt đầu chế độ độc tài của Chủ nghĩa Xã hội Quốc gia, một biến thể của Chủ nghĩa Phát xít. Hindenburg giải thể Quốc hội Đế chế và tổ chức bầu cử mới.
Với việc Hindenburg qua đời vào ngày 2 tháng 8 năm 1934, Hitler đã trở thành nhà độc tài của nước Đức bằng việc sáp nhập chức vụ và những quyền hạn của Thủ tướng và Tổng thống vào với nhau. Kết quả cuộc trưng cầu ý dân tổ chức trên toàn quốc vào ngày 19 tháng 8 năm 1934 đã xác nhận Hitler là Führer duy nhất của nước Đức. Tất cả mọi quyền lực đều tập trung vào tay Hitler, và lời nói của ông xếp trên mọi luật lệ.

## Tổng thống và thủ tướng qua các thời kì

### Tổng thống:
1. Friedrich Ebert: 1919 - 1925
2. Paul von Hindenburg: 1925 - 1933

### Thủ tướng:
1. Friedrich Ebert: 1918 - 1919
2. Philipp Scheidemann: 2/1919 - 6/1919
3. Gustav Bauer: 1919 - 1920
4. Hermann Müller: 3/1920 - 6/1920
5. Constantin Fehrenbach: 1920 - 1921
6. Joseph Wirth: 1921 - 1922
7. Wilhelm Carl Josef Cuno: 1922 - 1923
8. Gustav Stresemann: 8/1923 - 10/1923
9. Wilhelm Marx: 1923 - 1924
10. Hans Luther: 1925 - 1926
11. Wilhelm Marx: 1926 - 1928
12. Hermann Müller: 1928 - 1930
13. Heinrich Brüning: 1930 - 1932
14. Franz von Papen: 6/1932 - 11/1932
15. Kurt von Schleicher: 1932 - 1933
16. Adolf Hitler: 1933